# 第32届八国集团首脑会议
第32屆八國集團首腦會議是世界上八大工業國於2006年7月15日至7月17日在俄羅斯聖彼得堡召開的會議。 会议地点设在Strelna的康斯坦汀宫（Constantine Palace）。能源，保安和教育是這次的主要課題。

## 各國領袖

### 八国及欧盟领导人
- 加拿大
  - 总理：斯蒂芬·哈珀
- 法國
  - 总统：雅克·希拉克
- 德國
  - 总理：安格拉·默克爾
- 義大利
  - 总理：罗马诺·普罗迪
- 日本
  - 首相：小泉纯一郎
- 俄羅斯
  - 总统：弗拉基米尔·普京
- 英國
  - 首相：托尼·布莱尔
- 美國
  - 总统：乔治·沃克·布什
- 歐盟
  - 欧洲委员会主席：若泽·曼努埃尔·杜朗·巴罗索

### 受邀出席的其他领导人
- 巴西
  - 总统：路易斯·伊纳西奥·卢拉·达席尔瓦
- 印度
  - 总理：曼莫汉·辛格
- 墨西哥
  - 总统：比森特·福克斯
- 中華人民共和國
  - 主席：胡錦濤
- 南非
  - 总统：塔博·姆贝基
- 非洲联盟
  - 主席：德尼·萨索·恩格索
- 独立国家联合体
  - 主席：努尔苏丹·纳扎尔巴耶夫
- 欧盟
  - 欧洲理事会主席：马蒂·万哈宁
- 国际原子能机构
  - 总干事：穆罕默德·巴拉迪
- 国际能源机构
  - 执行理事：克洛德·芒迪
- 聯合國
  - 秘书长：科菲·安南
- 联合国教科文组织
  - 总干事：松浦晃一郎
- 世界银行
  - 行长：保罗·沃尔福威茨
- 世界卫生组织
  - 代理总干事：安德斯·努德斯特伦
- 世界貿易組織
  - 总干事：帕斯卡尔·拉米

## 天氣調控
利用天氣調控來確保會議可以在良好天氣下進行。

## 外部連結
- G8 Official website
- Activist mobilisation against the summit （页面存档备份，存于）
- Activists' preparations

## Press and Media

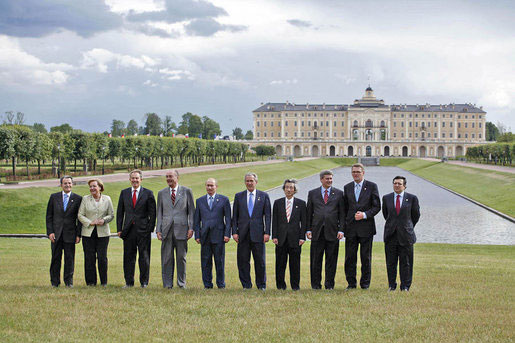
在俄俄羅斯聖彼得堡举行的第32届八国集团峰会中的八国集团领导人

BBC News: Russian WTO bid falters at summit （页面存档备份，存于）
Business Finance News: G8 SUMMIT At-a-glance guide to the main points （页面存档备份，存于）
| 前任者： 第31届八国集团首脑会议 | 八国集团首脑会议 2006年 | 繼任者： 第33届八国集团首脑会议 |